# Rode Brigades
De Rode Brigades (Italiaans: Brigate Rosse) was een Italiaanse communistische terroristische organisatie die in 1970 door enkele studenten opgericht werd. De aankondiging van deze organisatie werd gemeld in de uitgave van 'Proletarisch links' van 20 oktober 1970. Deze organisatie opereerde vanuit verschillende Italiaanse steden.

## Terreuracties

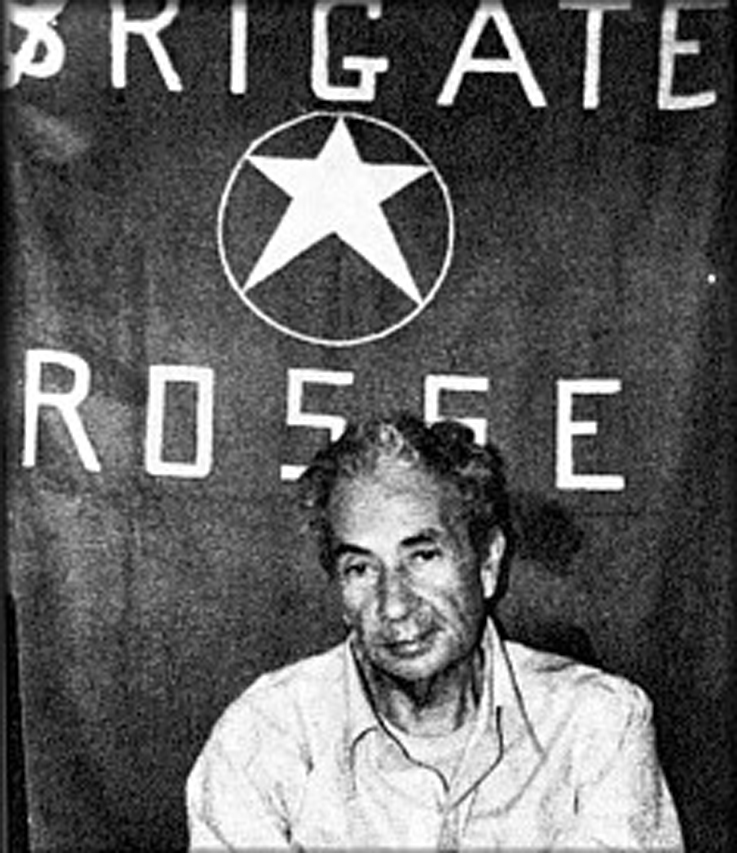
Aldo Moro tijdens zijn ontvoering.

In 1978 werd Aldo Moro, destijds voorzitter van de Democrazia Cristiana en voormalig eerste minister van Italië, door de Rode Brigades ontvoerd. De Rode Brigades eisten de vrijlating van 13 van hun leden die door de politie gevangen gehouden werden. Ondanks de emotionele smeekbeden van onder meer de toenmalige paus Paulus VI weigerde christendemocratisch premier en politiek zwaargewicht Giulio Andreotti met de ontvoerders te onderhandelen. Aldo Moro werd vermoord en 55 dagen na zijn ontvoering teruggevonden in een Renault 4. 
In de periode 1978-1980 doodden zij drie hoge ambtenaren van het Ministerie van Justitie en ontvoerden zij een vierde, Giovanni D'Urso, die de ontvoering overleefde.
In 1984 eisten de Rode Brigades de verantwoordelijkheid op voor de moord op Leamon Hunt, de Amerikaanse commandant van de Sinai Multinational Force and Observer Group (MFO), een VN-organisatie die toezicht hield op de naleving van het vredesakkoord tussen Egypte en Israël.
Midden jaren tachtig waren de meeste leidinggevende leden van de Rode Brigades gearresteerd.
In februari 1986 vermoordde de afsplitsing van de Rode Brigades, BR-PCC, de voormalige burgemeester van Florence en probeerde de adviseur van premier Bettino Craxi te vermoorden. In maart 1987, vermoordde een andere tak, BR-UCC, generaal Licio Giorgieri in Rome. Op 16 april 1988 vermoordde de BR-PCC de Italiaanse senator Roberto Ruffilli. 
Eind jaren negentig en begin jaren 2000 was er sprake van de Nieuwe Rode Brigades toen deze de moord op twee regeringsadviseurs (Massimo D'Antona en Marco Biagi) opeisten. De regeringsadviseurs wensten hervormingen door te voeren om de arbeidsmarkt flexibeler te maken.